# Édouard Couty
Édouard Couty, né en juin 1946, est un haut fonctionnaire français dont la carrière au sein du système de santé l'a conduit à de nombreux postes de directions, de présidences, de rapporteur et de médiateur national dans le cadre de la stratégie nationale d'amélioration de la qualité de vie au travail des professionnels de santé.

## Biographie

### Formation
Édouard Couty obtient une licence de droit public à la faculté de droit de Lyon et il est diplômé de l'Institut d'études politiques de Lyon. De 1973 à 1975 il suit les enseignements de l'École nationale de la Santé publique. Il complète sa formation en management à l'Université de Yale (1986) et à l'Institut supérieur des affaires (ISA) (1987-1988).

### Fonctions
Il commence sa carrière en assurant des fonctions de directeur de centres hospitaliers à La Mure (Isère) de 1976 à 1979, à Arles de 1979 à 1983, à Châlons-en-Champagne de 1983 à 1988.
De 1988 à 1992 il est conseiller auprès du Ministre de la protection sociale et de la santé (Claude Evin puis Bruno Durieux), chargé des questions hospitalières et de la réforme hospitalière.
De 1992 à 1998 il assure à nouveau la direction d'hôpitaux : de 1995 à 1998 à l'Hôpital Saint Louis à Paris, de 1992 à 1995, aux Hôpitaux universitaires de Strasbourg, de 1995 à 1998.
Par décret du 25 mars 1998  il est nommé directeur des hôpitaux ; puis, par décret du 27 juillet 2000 directeur de l'hospitalisation et de l'organisation des soins
À fin de ces fonctions, il est nommé, le 14 février 2005, conseiller maître à la Cour des comptes.
En 2006 il est chargé d'un rapport sur la création éventuelle d'un ordre infirmier et sur les professions para-médicales. À la suite de celui-ci est créé l'Ordre national des infirmiers et le Haut conseil des professions paramédicales dont il devient le premier président.
Édouard Couty  est nommé, en 2008, Président de l’Office National d’indemnisation des accidents médicaux (ONIAM).
En 2009 il rend un rapport sur  les missions et l’organisation de la santé mentale et de la psychiatrie.
En 2013 Édouard Couty est désigné par la ministre de la santé comme médiateur lors du mouvement social des sages-femmes. Il préside la même année les travaux du Pacte de confiance pour l'hôpital qui conduit, quelques années plus tard à la création du Conseil supérieur des personnels médicaux, odontologistes et pharmaceutiques des établissements publics de santé. 
Marisol Touraine, ministre des Affaires sociales et de la Santé nomme Edouard Couty  médiateur national, dans le cadre d’un plan de prévention des risques psychosociaux à l’hôpital. Agnès Buzyn, ministre de la Santé,  a charge Édouard Couty d'une nouvelle  mission de préfiguration d'un dispositif de médiation  sur les conditions de travail des soignants au sens large.

### Décorations
- Commandeur de la Légion d'honneur (29/12/2023)[11], Officier (2011), Chevalier (1997) [12].
- Officier de l'ordre national du Mérite.
- Officier de l'ordre souverain de Malte.

## Publications
- Hôpitaux et cliniques, les réformes hospitalières, (co-auteur Didier Tabuteau) Paris, Berger-Levrault, 1993, 311 p.
- Législation hospitalière, loi du 31 juillet 1991 commentée et textes d'application, Nancy : Berger-Levrault , 1995, 2 volumes.
- Rapport d’Edouard Couty, médiateur national, sur la situation du CHU de Grenoble- publié le 8 janvier 2018.